# Фанк, Дори (младший)
До́рранс Э́рнест Фа́нк (англ. Dorrance Earnest Funk, род. 3 февраля 1941, Хаммонд, Индиана), известный в профессиональной среде как До́ри Фа́нк-младший, — американский рестлер и тренер по рестлингу. Сын Дори Фанка (Дорранса Вильгельма Фанка) и брат Терри Фанка, он был промоутером промоушена Western States Sports, расположенного в Амарилло, Техас.
Фанк один раз владел титулом чемпиона мира NWA в тяжёлом весе. Он является вторым по продолжительности действующим чемпионом мира NWA в тяжелом весе всех времен, владея им более четырёх лет. Дольше него титул удерживал только Лу Тесз. В 2009 году он был включен в Зал славы WWE. Он работал в All Japan Pro Wrestling в качестве председателя Pacific Wrestling Federation (PWF) и руководит школой рестлинга Funking Conservatory.

## Funking Conservatory
С 1991 года Фанк является тренером школы рестлинга Funking Conservatory в Окале, Флорида, и преподает метод рестлинга Дори Фанка. У него есть филиал, связанный с World Wrestling Federation, который называется Funkin' Dojo. Среди учеников Дори были Джефф Харди, Мэтт Харди, Кристиан Кейдж, Лита, Курт Энгл, Мансур, Микки Джеймс, Эдж, Тед Дибиаси и Тест. Его жена Марти руководит телеканалом BANG TV, на котором показывают матчи Дори.

## Титулы и достижения
- All Japan Pro Wrestling
  - Международный чемпион NWA в тяжелом весе (2 раза)
  - Лига сильнейших команд мира (1977, 1979, 1982) — с Терри Фанком
  - NWA International Heavyweight Championship Tournament (1981)[4]
  - Лига сильнейших команд мира — Technical Award (1977) — с Терри Фанком[5]
  - Лига сильнейших команд мира — Teamplay Award (1980) — с Терри Фанком[6]
  - Лига сильнейших команд мира — Distinguished Service Medal Award (1984) — с Терри Фанком[7]
  - Лига сильнейших команд мира — Skill Award (1985) — с Гигантом Бабой[8]
  - Лига сильнейших команд мира — Technique Award (1986) — с Терри Фанком[9]
  - Лига сильнейших команд мира — Technique Award (1987) — с Терри Фанком[10]
  - Лига сильнейших команд мира — Excellent Team Award (1990) — с Терри Фанком[11]
  - Лига сильнейших команд мира — Teamwork Award (1991) — с Элом Пересом[12]
- Cauliflower Alley Club
  - Премия Лу Тесза (2019)[13]
  - Другие лауреаты (1998)
- Championship Wrestling from Florida
  - NWA Florida Heavyweight Championship (4 раза)
  - NWA Florida Tag Team Championship (1 раз) — с Терри Фанком
  - NWA Florida Television Championship (2 раза)
  - NWA International Heavyweight Championship (1 раз)
  - NWA North American Tag Team Championship (Florida version) (2 раза) — с Терри Фанком (1) и Давидом фон Эрихом (1)
- Continental Wrestling Association
  - CWA World Heavyweight Championship (1 раз)
- George Tragos/Lou Thesz Professional Wrestling Hall of Fame
  - Class of 2011
- Georgia Championship Wrestling
  - NWA Georgia Tag Team Championship (1 раз) — с Терри Фанком
  - NWA Georgia Tag Team Championship Tournament (1978) — с Терри Фанком
- International Championship Wrestling
  - ICW Heavyweight Championship (1 раз)[14]
- Mid-Atlantic Championship Wrestling
  - NWA Mid-Atlantic Heavyweight Championship (2 раза)
- National Wrestling Alliance
  - Зал славы NWA (2006)
  - Чемпион мира NWA в тяжёлом весе (1 раз)
- NWA Hollywood Wrestling
  - NWA Americas Heavyweight Championship (1 раз)[15]
  - NWA International Tag Team Championship (3 раза) — с Терри Фанком
  - NWA World Tag Team Championship (Los Angeles Version) (1 раз) — с Терри Фанком
- New England Wrestling Alliance
  - NEWA North American Heavyweight Championship (1 раз)
- Pro Wrestling Illustrated
  - Матч года (1973) пр. Харли Рейса 24 мая
  - Матч года (1974) пр. Джека Бриско 27 января
  - Премия Стэнли Уэстона (2014)[16]
  - № 147 в топ 500 рестлеров в рейтинге PWI 500 в 1994[17]
- Зал славы и музей рестлинга
  - С 2005 года
- Southwest Championship Wrestling
  - SCW Southwest Heavyweight Championship (1 раз)
  - SCW World Tag Team Championship (1 раз) — с Терри Фанком
- St. Louis Wrestling Hall of Fame
  - С 2008 года
- St. Louis Wrestling Club
  - NWA Missouri Heavyweight Championship (1 раз)
- Stampede Wrestling
  - NWA International Tag Team Championship (Calgary version) (1 раз) — с Ларри Лейном
  - Зал славы Stampede Wrestling (1995)[18][19]
- Tokyo Sports
  - Награда за лучший матч года (1980) с Терри Фанком пр. Гиганта Бабы и Джамбо Тсуруты 11 декабря
- Western States Sports
  - NWA Brass Knuckles Championship (Amarillo version) (2 раза)
  - NWA International Tag Team Championship (2 раза) — с Терри Фанком
  - NWA North American Heavyweight Championship (Amarillo version) (1 раз)
  - NWA Western States Tag Team Championship (6 раза) — с Рикки Ромеро (2), Суперразрушителем (2), Рэем Кэнди (1) и Ларри Лэйном (1)
  - NWA World Tag Team Championship (2 раза) — с Терри Фанком[20][21]
  - NWA World Tag Team Championship (Amarillo version) (3 раза) — с Терри Фанком[22]
- World Wrestling Council
  - WWC Puerto Rico Heavyweight Championship (1 раз)
  - WWC Universal Heavyweight Championship (1 раз)
  - WWC World Tag Team Championship (1 раз) — с Терри Фанком
- World Wrestling Entertainment
  - Зал славы WWE (2009)
- Wrestling Observer Newsletter
  - Зал славы Wrestling Observer Newsletter (1996)
- Другие титулы
  - Чемпион Нью-Йорка в тяжелом весе (1 раз)